# Danica
Danica je žensko osebno ime.

## Različice imena
Dana, Dani, Daniela, Danijela, Danilka, Danimira, Danina, Danja, Danjela, Danka, Danuša, Danuška, Daša

## Izvor imena
Ime Danica je s končnico na -ica tvorjeno žensko ime, in sicer iz skrajšane oblike imena Danijel, oziroma Danijela.

## Pogostost imena
Po podatkih Statističnega urada Republike Slovenije je bilo na dan 31. decembra 2007 v Sloveniji število ženskih oseb z imenom Danica: 6.184. Med vsemi ženskimi imeni pa je ime Danica po pogostosti uporabe uvrščeno na 40. mesto.

## Osebni praznik
V koledarju le Danica uvrščena k imenoma Danjel, oziroma Danijela, ki god praznujeta 21. januarja.

## Znane osebe
- Danica Simšič, nekdanja županja Ljubljane
- Danica Jurčová, slovenská herečka